# Macromitrium acutirameum
Macromitrium acutirameum är en bladmossart som beskrevs av Mitten 1876. Macromitrium acutirameum ingår i släktet Macromitrium och familjen Orthotrichaceae. Inga underarter finns listade i Catalogue of Life.